# Koh-Kae
Koh-Kae，是一家來自泰國的休閒食品生產公司，成立於1964年，其產品系列適用於由豆類、豌豆和豆類製成的零食。該品牌以其最受歡迎的日式花生而聞名。

## 外部連結
- 官方網站 （页面存档备份，存于）